# Welzbach (Aubach)
Der Welzbach ist ein rechter, periodischer Zufluss des Aubachs in Wiesen im Landkreis Aschaffenburg im bayerischen Spessart.

## Geographie

### Verlauf
Der Welzbach entspringt auf einer Höhe von etwa 399 m ü. NHN einer in Sandsteinen gefassten Quelle am Friedhof der Ortschaft Wiesen. Die Quelle versiegt im Sommer und an trockenen Tagen.
Der Bach läuft zunächst in nordöstlicher Richtung durch eine Wiese, wird dann am Rande des Ortes in eine Verrohrung geleitet und mündet schließlich beim Feuerwehrhaus auf einer Höhe von etwa 392 m ü. NHN rechtsseitig in den Aubach.
|  |  |

### Flusssystem Lohr
- Liste der Fließgewässer im Flusssystem Lohr